# Maryam Rajavi

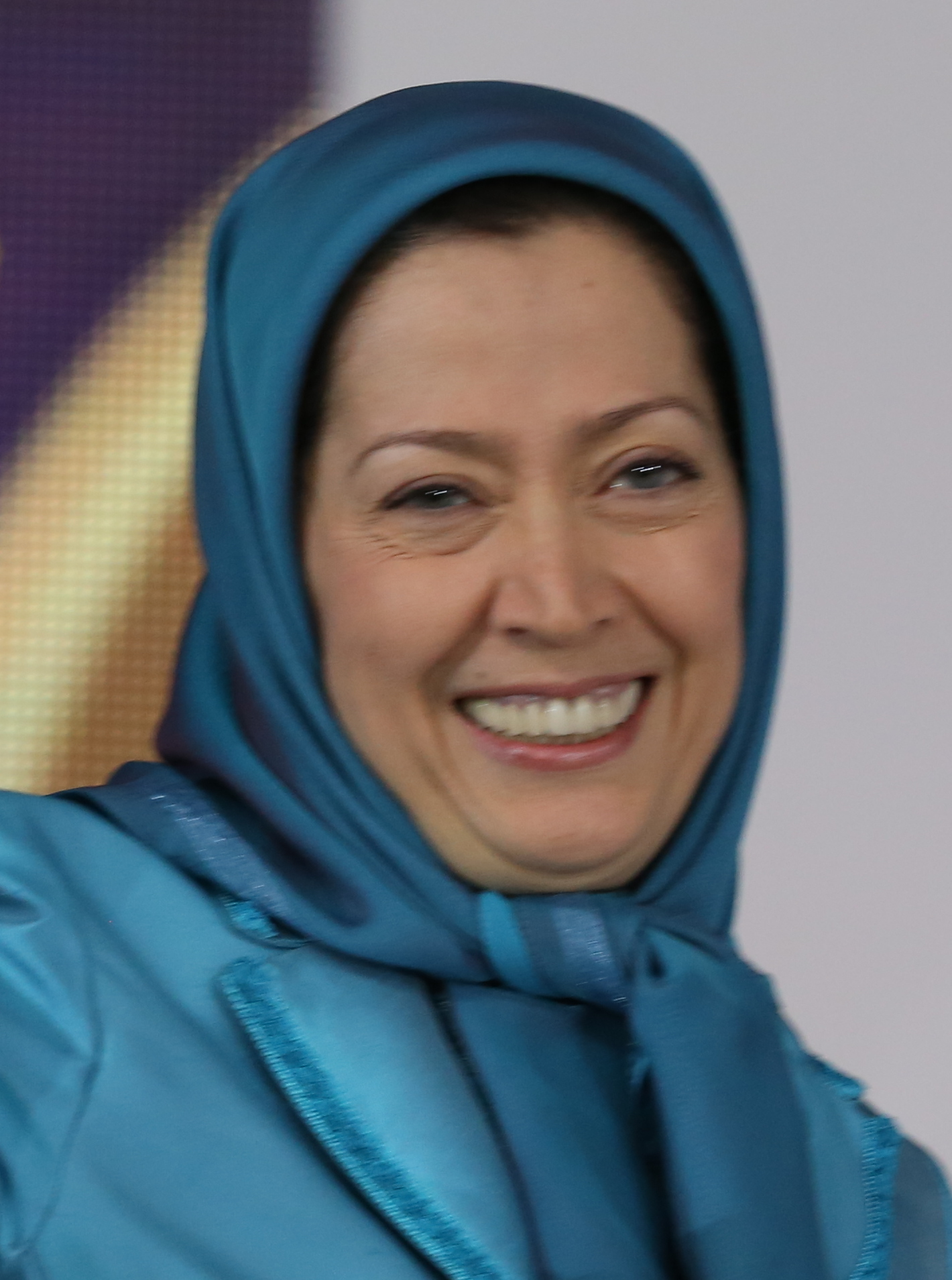
Maryam Rajavi, 2014

Maryam Rajavi (persisch مريم رجوي Mariam Radschawi‎; * 4. Dezember 1953 in Teheran, Iran als Maryam Azodanlu; andere Schreibweise: Maryam Radjavi) ist eine im Pariser Exil lebende iranische Politikerin. Sie ist die Präsidentin des Nationalen Widerstandsrates im Iran (NWRI). Sie ist mit Massoud Rajavi verheiratet, dem Co-Führer der Volksmudschahedin, einer Organisation, die darauf abzielt, die iranische Regierung zu stürzen.

## Leben

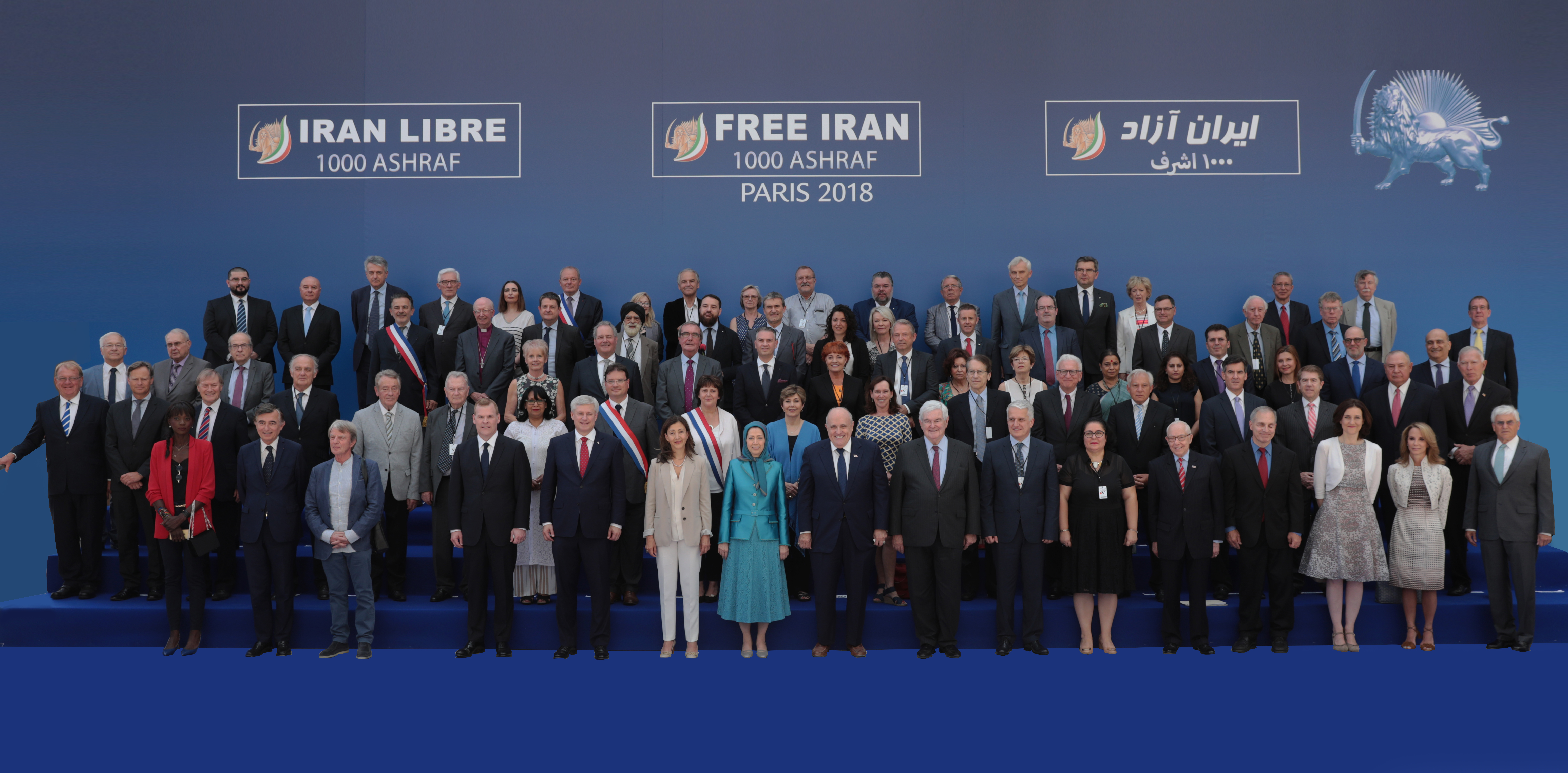
Maryam Rajavi bei der Free-Iran-Versammlung 2018

Maryam Rajavi wurde am 4. Dezember 1953 in Teheran als Maryam Qajar-Azodanlu geboren, in eine mittelständische Familie, die ihren Stammbaum auf die Kadscharen zurückführt, geboren. Nach ihrem Studium der Metallurgie an der Scharif-Universität für Technologie in Teheran, begann sie in den 1970er Jahren, politisch aktiv zu werden, nachdem ihre Schwester Narges vom SAVAK getötet worden war. Zunächst war sie in einer Anti-Schah-Bewegung, die sie als Führerin einer Studentenbewegung leitete. Nach dem Sturz des Schahs Mohammad Reza Pahlavi im Jahr 1979 stieg sie innerhalb der militanten iranischen Oppositionsbewegung, der Volksmodschahedin (Modschahedin-e Chalgh), zu einer führenden Persönlichkeit auf, die vor allem intellektuelle Studenten für die Bewegung rekrutierte. 1979 heiratete Maryam Rajavi ein führendes Mitglied der Volksmodschahedin, mit dem sie zwei Kinder bekam.
Rajavi hat erklärt, dass ihr politischer Aktivismus begann, als sie zweiundzwanzig Jahre alt war, nachdem ihre Schwester Narges von der SAVAK getötet worden war. Ihre andere Schwester, Massumeh, wurde ebenfalls (während sie schwanger war) im Jahr 1982 vom Regime Ruhollah Khomeinis hingerichtet.
Im Jahr 1980 bewarb sich Maryam Rajavi für die iranischen Parlamentswahlen, errang jedoch keinen Sitz im Parlament. Der Bruch mit Chomeini unmittelbar vor den ersten Präsidentschaftswahlen erfolgte durch den erzwungenen Rückzug des Führers und Kandidaten der Volksmodschahedin, Massoud Rajavi. Der schleichende Ausschluss von der Macht durch die Kleriker veranlasste den nun zu den Klerikern in Opposition stehenden Präsident Abolhassan Banisadr, zu landesweiten Demonstrationen im April und Juni 1981 aufzurufen. Als die Auseinandersetzungen im Juni 1981 ihren Höhepunkt erreichten, mussten Banisadr, Rajavi und weitere Modschahedin-Funktionäre den Iran verlassen und fanden  Exil in Paris.

## Exil
Maryam Rajavi verließ nach ihren Angaben 1982 den Iran zusammen mit ihrer Familie. 1985 heiratete sie im Pariser Exil Massoud Rajavi, der zuvor mit der Tochter Banisadrs verheiratet gewesen war. 1986 verließ Massoud Rajavi vermutlich auf Druck der französischen Regierung Frankreich und verlegte sein Hauptquartier in den Irak, um den Widerstand gegen das iranische Regime mit der Unterstützung durch Saddam Husseins Regime militärisch fortzuführen. Seit dieser Zeit gilt Rajavi als verschwunden. 1993 wurde Maryam Rajavi vom NWRI zur künftigen Präsidentin des Iran gewählt. 1992 unterstützte der Rat des EP Maryam Rajavis Forderung, dass sich die internationale Gemeinschaft besonders für die Rechte der Frauen einsetzen solle, nachdem die iranische Regierung wegen Menschenrechtsverletzungen verurteilt worden war.
Laut Verfassungsschutzbericht 2008 propagiert Rajavi für den Iran einen "Dritten Weg". „[Danach] sei ein Wechsel der politischen Verhältnisse im Iran weder durch eine militärische Intervention der USA (Erster Weg) noch durch eine Beschwichtigungspolitik Europas (Zweiter Weg) zu erreichen. Die Dritte Option bestehe in der politischen Umwälzung im Iran durch das iranische Volk und seinen organisierten Widerstand, einschließlich der NLA als Befreiungsarmee“ (Verfassungsschutzbericht 2008)

## Kritik
Am 17. Juni 2003 wurde sie zusammen mit 150 MEK-Mitgliedern von der Pariser Polizei festgenommen. Später wurden sämtliche Anklagen fallengelassen. Der NWRI warf der iranischen Regierung vor, mit dem französischen Geheimdienst zusammengearbeitet zu haben, um den Ruf der Gruppe zu schädigen.
Im Rahmen seiner Agitation kritisierte der NWRI zum Beispiel eine militärische Zielsetzung des iranischen Atomprogramms, wie der Verfassungsschutz feststellte.

## Iranisches Atomprogramm
Im August 2002 hatten iranische Exilgruppen, darunter die Oppositionsgruppe „Nationaler Widerstandsrat des Iran“ (NWRI), die Geheimdienste darauf aufmerksam gemacht, dass das Atomprogramm Irans umfangreicher sei als bisher vermutet.
Darüber schreibt Maryam Rajavi in der „WELT“: „Im Sommer 2002 hat der iranische Widerstand die Orte der wichtigsten geheimen Nuklearanlagen, die Pläne für die Urananreicherung und die Plutoniumproduktion enthüllt und die Welt auf ein gefährliches Programm aufmerksam gemacht, das 18 Jahre lang ein Geheimnis war.“ (Maryam Rajavi)
In einer Darstellung vom 13. Oktober 2008 beschreibt Maryam Rajavi die Atomverhandlungen als kostbare Zeit, die es den Teheraner Führern erlaubte, die Endphase beim Bau der Atombombe zu erreichen. „Heute entwickeln sie atomare Sprengköpfe“. Ebenso soll diese Zeit, Rajavi spricht von 6 Jahren, dem Iran ermöglicht haben, „den Irak heimlich und zügellos zu okkupieren und die Demokratie dort zu geißeln.“